# Gambier (Ohio)
Gambier è un comune degli Stati Uniti d'America, situato nello stato dell'Ohio, nella contea di Knox. La piccola località è nota per essere sede del Kenyon College, una Università di arti liberali privata fondata nel 1824, e della redazione della rivista letteraria The Kenyon Review fondata nel 1939.

## Storia
Nel 1820, il vescovo episcopale Philander Chase fondò il Kenyon College e, attorno all'università, il villaggio di Gambier. Il nome dell'università fu attribuito da Chase in onore di Lord George Kanyon (1776-1855), filantropo inglese finanziatore dell'istituzione, mentre il nome del villaggio fu attribuito in onore di James Gambier, un altro benefattore inglese.